# ماهی خمسی

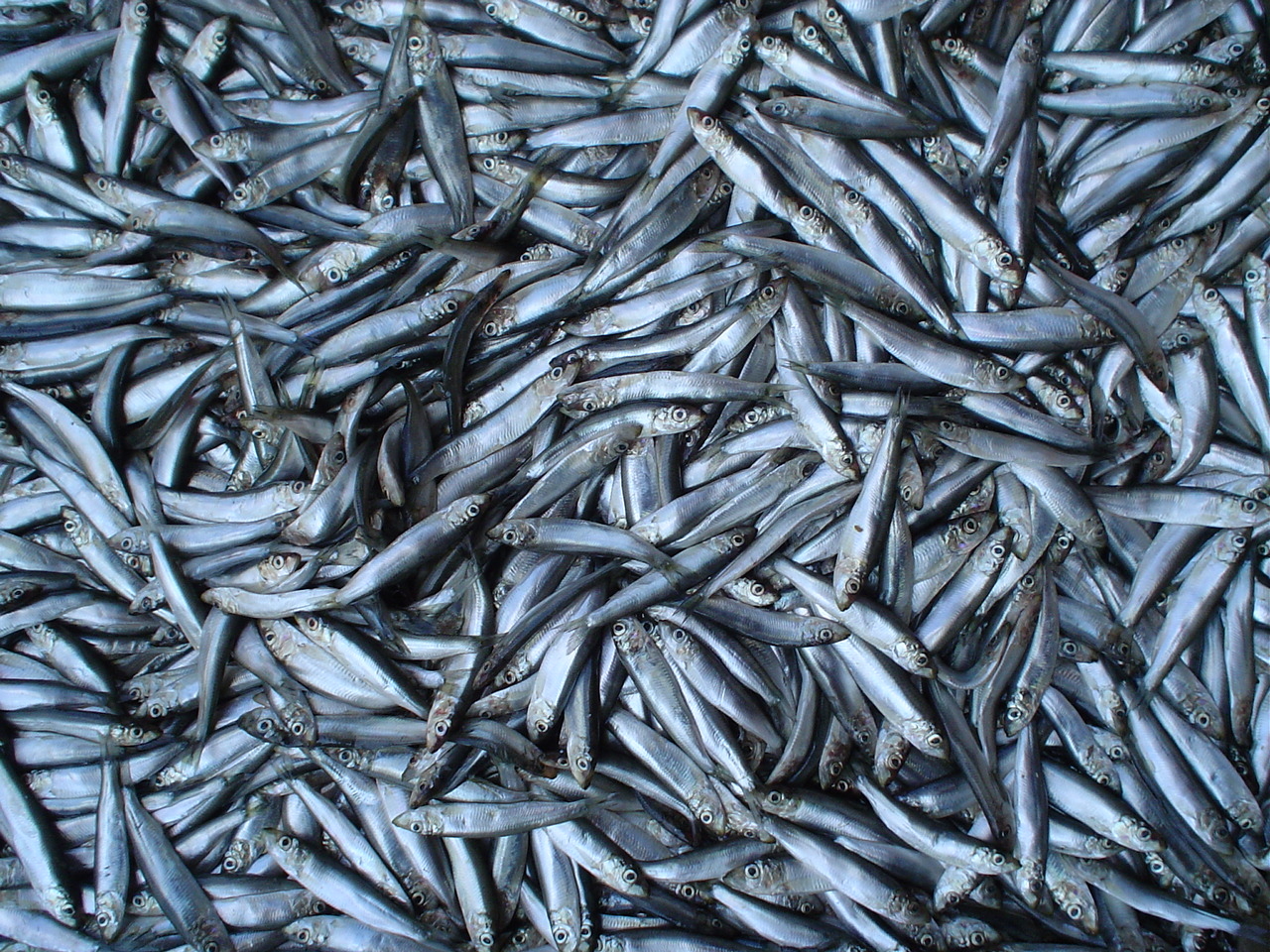
خمسی نمک‌سود در بازار اودسا در اوکراین.

ماهی خمسی نوعی ماهی کوچک شبیه به کیلکا است که به سرده (جنس) خمسیان و خانواده شگ‌ماهیان تعلق دارد.

ماهی‌های خمسی بدنی روغنی دارند و با تحرکی زیاد در دسته‌های بزرگ سراسر روز را به شنا و حرکت مشغول‌اند.
ماهی خمسی بیشتر در دریای بالتیک و هم‌چنین در استرالیا و نیوزیلند یافت می‌شود.
ماهی خمسی حاوی سطوح بالایی از چربی‌های غیر اشباع است و بنابراین برای انسان ارزش تغذیه‌ای دارد. طعم این ماهی ملایم است و از نظر ظاهری گاه با بچه ساردین اشتباه گرفته می‌شود. در کنسروهای ساردین و موتوماهیان گهگاه گوشت ماهی خمسی را هم مخلوط می‌کنند.
در شمال و شمال شرق اروپا ماهی خمسی را دود می‌دهند و در روغن کنسرو می‌کنند. خمسی دودداده یکی از خوردنی‌ها با بیشترین میزان  پورین به‌شمار می‌آید و افرادی که نقرس دارند باید از خوردن آن پرهیز کنند.

## نگارخانه

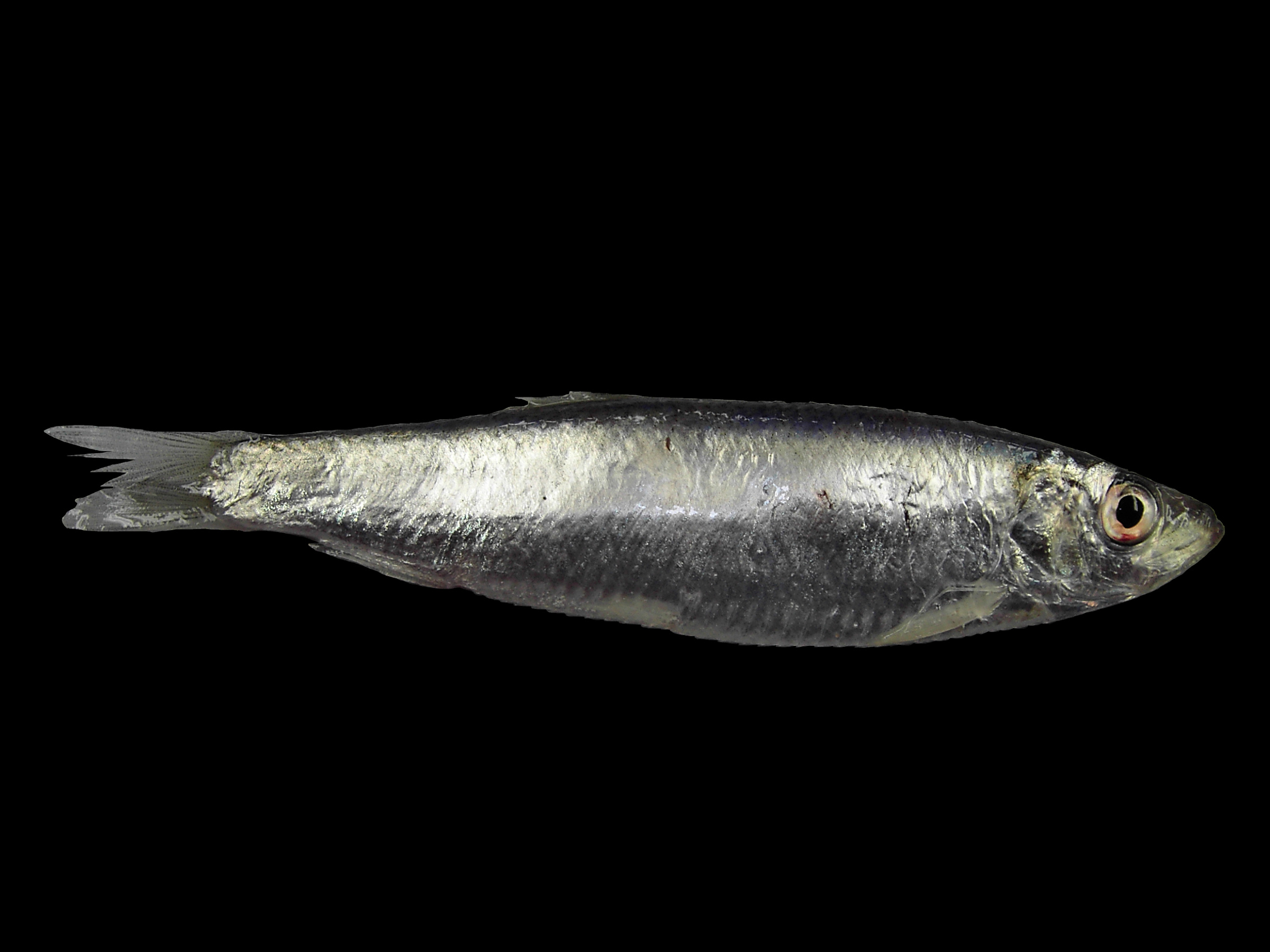
خمسی اروپایی
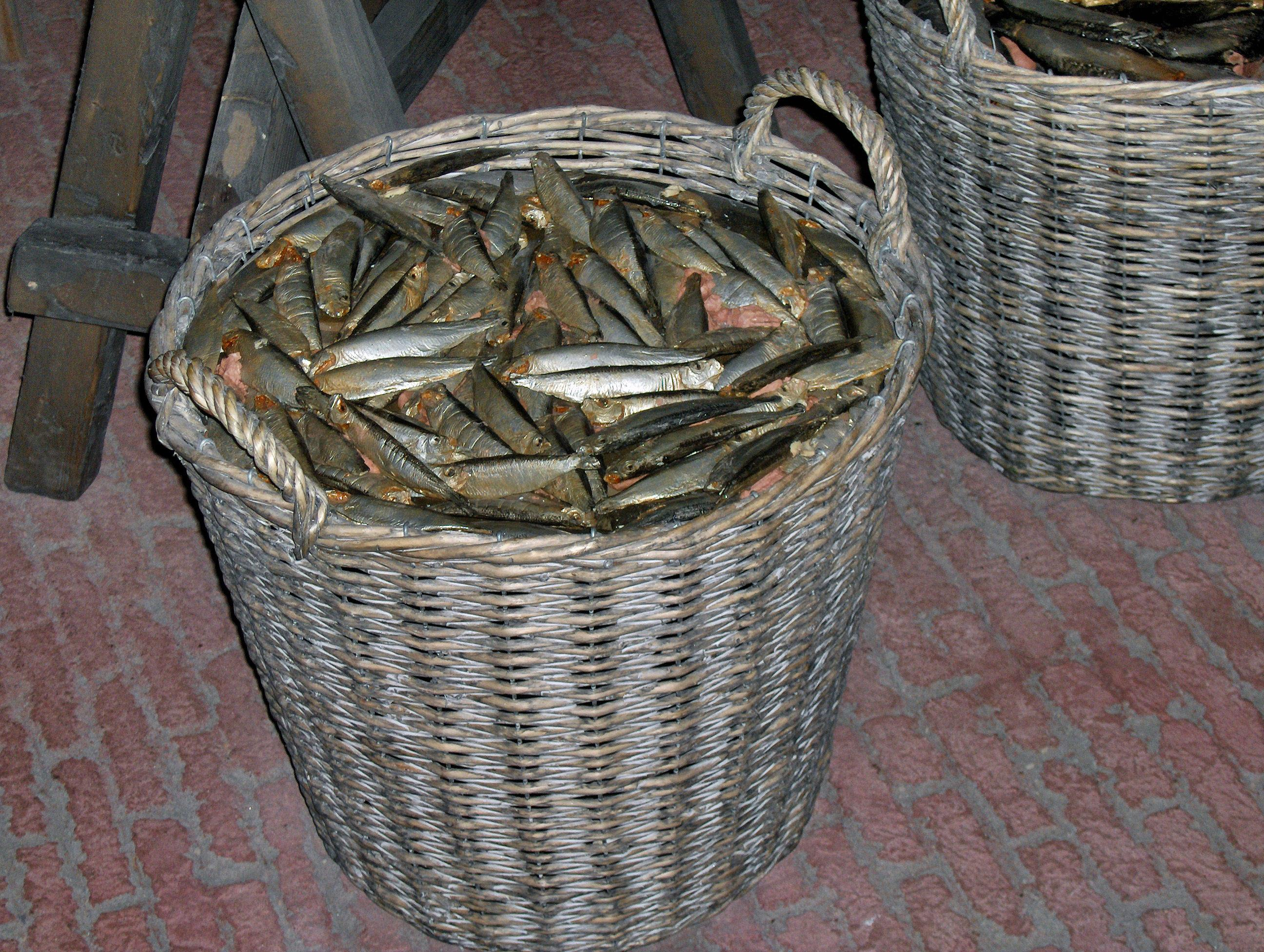
سبدهای ماهی خمسی، موزه ماهیگیری بلژیک.
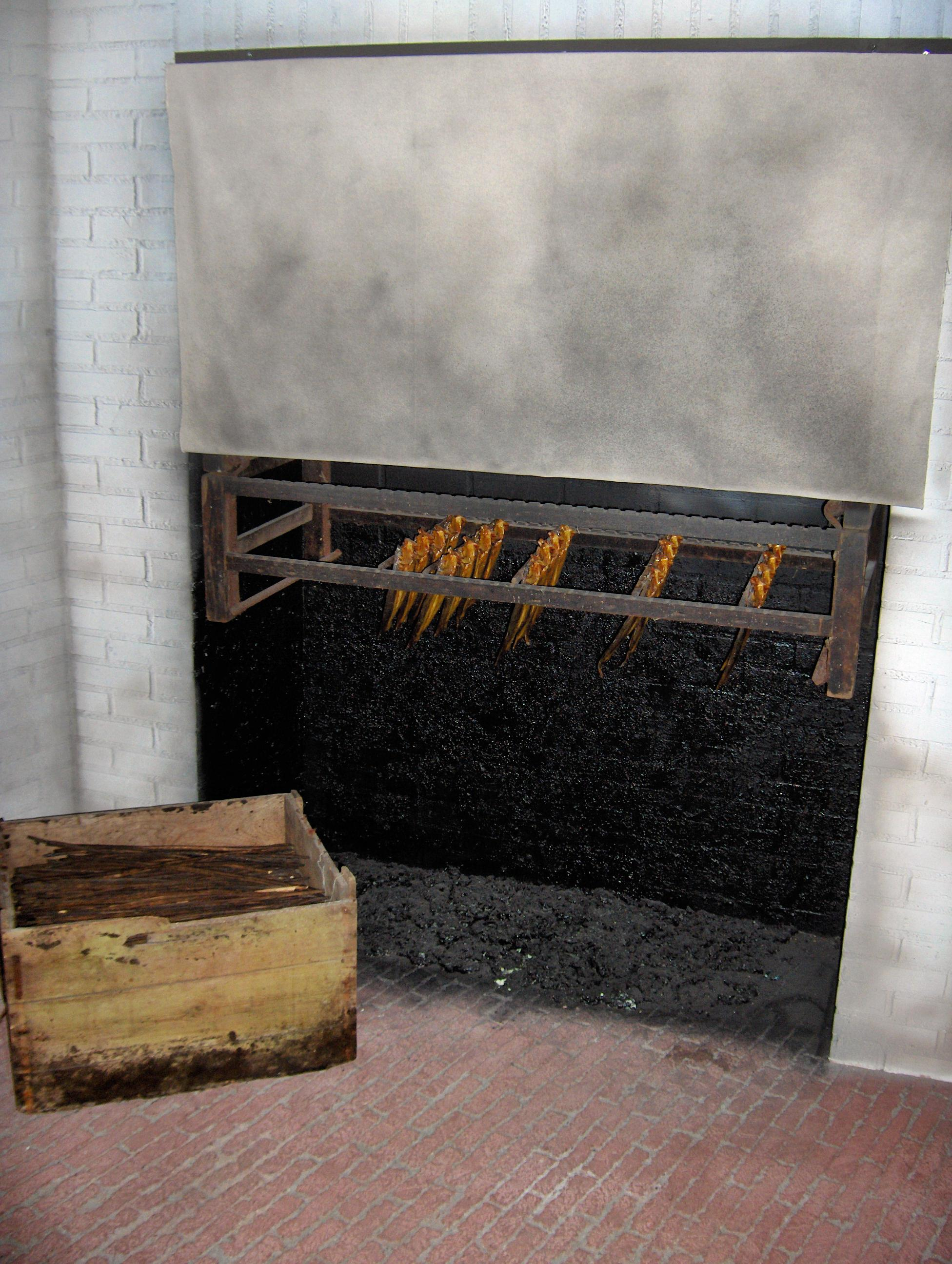
اجاق دود دادن خمسی، موزه ماهیگیری بلژیک.